# Gymnopilus igniculus
Gymnopilus igniculus là một loài nấm thuộc họ Cortinariaceae.